# Numero colombiano
In matematica, un numero colombiano è un numero intero positivo che non può essere espresso come somma di un altro intero positivo e delle cifre di quest'ultimo.
Esempio:
21 non è un numero colombiano, in base 10, poiché 15 + 1 + 5 = 21;
20 è un numero colombiano, perché non è ottenibile da nessuna somma come il precedente.
La caratteristica di essere un numero colombiano dipende dalla base di numerazione, per cui un numero colombiano in base 10 potrebbe non esserlo, per esempio, in base binaria; invece 1 è l'unico numero ad essere sempre colombiano in qualsiasi base, e 0 non lo è mai poiché può essere ottenuto sempre come somma di 0 + 0.

## Numeri colombiani e base
Com'è già accennato, un numero può risultare colombiano secondo una determinata base B e non rispetto ad altre, in ogni modo è possibile fare le seguenti generalizzazioni:
- Il numero 1 è sempre un numero colombiano, ovviamente, in qualsiasi base venga espresso.
  - Per i numeri inferiori ad una data base B, tutti e solo i numeri dispari sono colombiani rispetto alla medesima.
Il motivo è facile: tutti i numeri inferiori ad una data base sono rappresentati con una cifra c[2]. Applicando la definizione di numero colombiano, questa cifra c renderà senz'altro non colombiano un qualsivoglia numero d = c + c = 2c, che è dunque un numero pari. Da cui discende che ogni numero pari fino a 2(B - 1), quindi, compresi quelli inferiori a B, non può essere colombiano.
Ciò non esclude che numeri pari superiori a questo lo siano, invece, 20, per esempio, in base 10 e un numero colombiano anche se pari, mentre non lo sono logicamente tutti i pari fino al 18 = 2(10 - 1).
  - Per tutte le basi dispari, tutti i numeri dispari superiori alla base B stessa sono colombiani.

Definendo una base è invece possibile determinare la relativa sequenza di numeri colombiani; in base 10, per esempio, è:
1, 3, 5, 7, 9, 20, 31, 42, 53, 64, 75, 86, 97, 108, 110, 121, 132, 143, 154, 165, 176, 187, 198, 209, 211, 222, 233, 244, 255, 266, 277, 288, 299, 310, 312, 323, 334, 345, 356, 367, 378, 389, 400, 411, 413, 424, 435, 446, 457, 468, 479, 490, 501, 512, 514, 525...
come si può notare esiste una ricorrenza fra i diversi numeri: ad eccezione dei primi quattro, infatti, sono divisibili in sequenze minori di 10 numeri ciascuna, al cui interno ogni numero si ottiene sommando 11 al precedente e, finita ogni sequenza, il primo numero della successiva si ottiene sommando 2 all'ultimo della precedente.

Sempre in base 10 esiste poi una relazione di ricorrenza fra numeri colombiani, tale per cui vale la relazione:
{\displaystyle C_{k}=8\cdot 10^{k-1}+C_{k-1}+8} con C1 = 9
questa relazione non genera tutti i numeri colombiani esistenti in base 10, ma ogni suo numero è comunque un numero colombiano.
La medesima relazione è trovabile anche in base binaria:
{\displaystyle C_{k}\,=\,2^{j}+C_{k-1}+1} con (C1 = 1, j fornisce il numero di cifre)
ma può essere generalizzata nel seguente modo, per ogni base B:
{\displaystyle C_{k}\,=\,C_{k-1}(b-2)(b^{k-1}+1)}
nella quale C1 è uguale a "b - 1" per le basi pari e "b - 2" per le dispari. L'esistenza di queste relazioni implica l'esistenza di una infinità di numeri colombiani in ogni base.